# ホーンテッド ミュージアム
『ホーンテッド ミュージアム』(HAUNTED MUSEUM)は、タイトーから発売されたアーケードゲーム。
プレイヤーは捜査官となり、謎の失跡を遂げた行方不明者を捜索し、封鎖された博物館に踏み込む。

## 登場人物
クリス捜査官
本名「クリス・ワイルド」。1P側のキャラクター。マズルフラッシュ（銃口から散る火花）は赤。赤い上着と黒のスカートを着用。金髪の白人。気丈で、余程の事が無い限り悲鳴をあげない。日本文化に興味があり、武器・兵器展示室で忍者や侍に遭遇したときは歓喜した。玩具展示室で人形を見たときは「かわいい」と愛でる一面も見られる。ボスを倒して次のステージに行くムービーで、先ほど倒したボスに関係する品をつけている（詳細は後述）。
アキラ捜査官
本名「アキラ・ナカタ」。2P側のキャラクター。マズルフラッシュは青。紺のスーツ姿。銀縁の眼鏡をかけている。国籍は不明。臆病な性格で高所恐怖症な上に乗り物酔いしやすい。水中生物展示室で目にしたアンモナイトやカブトガニ、航空機展示室で襲い来るF-15戦闘機を見てはしゃいだりする等、子供っぽい一面がある。だが勇ましい一面もある。

## 基礎知識

### 開始直後の展開
- 捜査官の2人がセントラルホールに入った途端、入口は開かなくなり、前進するしかなくなる。館内の見取り図に示される部屋のうちから、プレイヤーが行きたい部屋の図を任意に選んで撃つと、2人はそのステージへ進む。
- 館内は暗いが、視界に銃口を向けると、懐中電灯で闇を照らせる。第1ステージのみ、銃口が画面外を向いていると「画面を照らせ」と注意書きが表示される。銃口を画面内に収めると表示は消えるが、再び外すと再度出てくる。

### 戦闘
- 従来のガンシューティングゲームに見られるようなリロード操作が不要であり、通常弾は弾数無限である。ガンコントローラーにバイブレータ（振動機能）も搭載している。
- 画面内に多数の敵が現れても、全部が攻撃してくるとは限らない。赤く光った敵だけが攻撃してくるので、他は見逃しても構わない。得点が欲しければできるだけ多く倒せばよい。
- ダメージは受けた攻撃の種類によって差がある。画面下方に表示されるライフゲージが無くなるとゲームオーバー。
- 雑魚敵を攻撃すると10点/50点/100点/200点のいずれかが入る。コンティニューすれば1点加算。

### アイテム関連
- ライフ回復アイテムを撃てば、減ったライフゲージが回復する（アイテムは箱に入っていることもあれば、あらかじめ剥き出しの場合もある）。
- 緑のオーラに包まれた機関銃（G36C）を撃つと、1挺につきフルオートの弾が200発分手に入る（フルオートアイテム入手）。弾切れになる前に別のフルオートアイテムを撃てば、さらに多くの弾をストックできるので、ボス戦前に回収しておくと攻略しやすくなる。フルオートの弾は最大999発まで持てる。
- 館内には“ ? ”と書かれた赤い箱が回転している。1回撃つと蓋が開き、アイテムが現れる。現れたアイテムを撃てば、ライフ回復 / フルオートアイテム / ボーナス点（500点加算される金貨と2,000点加算される金塊がある）のいずれかを獲得できる。

## ステージ構成
ステージは「6種の通常ステージ」と「3種のボーナスステージ」、そして「最終ステージ」の計10ステージにより構成されている。
- 各ステージの終了時に、クリス捜査官とアキラ捜査官の間で会話がなされる。2番目及び4番目に選んだ通常ステージに限り、各ステージの内容に合った特有のやり取りがある（他は固定）。

- 通常ステージをクリアする毎に、様々な紋様が刻まれた水晶玉が手に入る。6つ揃うと石盤が光り、外に出られる。そこで宇宙人との最終決戦に挑む。最終ステージのボスは制限時間内に撃墜できないと強制的にバッドエンドに移行する（コンティニュー不能）。間に合えば事件解決、グッドエンドになる。

### 通常ステージ
- 通常ステージでは、ある程度進むと異空間に引き込まれ、その領域だけで使える専用の兵器に装備が変更される（通常弾と同じで単発。詳細は後述）。なお、異空間でもフルオートアイテムが落ちていて、取れば普通に使える。
- 道中、突然視界に鏡が現れ、風景が左右反転することがある。この状態になると文字・敵の配置が左右逆になる。出現する位置は毎回ランダムであり、いつどのステージで出てくるかは定まっていない。また、同じステージでも出現タイミングが同じとは限らない。鏡は壊せないので、現れたら阻止は不可能。左右反転状態は当該ステージをクリアすれば解除される。なお、前項で述べた異空間で鏡が出てくる事はない。
- 通常ステージでは、通路上に3Dグラス・ツタンカーメンの仮面のような、そのステージに関係するもの等のオブジェクトが落ちている。それらを撃つと1,000点入る。何を集めたかは各ステージのクリア後に確認できる。全部揃うと10000点ボーナスが加算される。

大書蔵庫ステージ
英語では“The Grand Library”と表現。館内見取り図で左列の下に位置する。本が宙を飛んで体当たりを仕掛けたり、『不思議の国のアリス』に登場するトランプの兵隊が槍を投げたり突進してきたりする。このステージのみ中ボスのフランケンシュタイン（倒せば1,000点加算）が出現する。階段を上って逃げ切った後、魔女やジャックランタンの襲撃を切り抜ける。その後、どこからともなく現れたフランケンシュタインがハンプティ・ダンプティやトランプの兵隊、ジャックランタンを手当たり次第投げつけてくる（全部は当たらない）。フランケンシュタインの頭上にあるシャンデリアを撃ち落とし、下敷きにして、ようやく倒すと、昆虫記が宙を舞い、本の中の世界へ吸い込まれる。その先は森林で、セミオート式アサルトライフル（M16A2）を使って蜂の大群に立ち向かう。森林の奧では巨大な蜂と対決する。クリアすると眼球が刻まれた水晶玉が手に入る。その後、虫はもう懲り懲りと2人でぼやく。
古代文明展示室ステージ
英語では“Ancient Civilization”と表現。館内見取り図で中央列の下に位置する。主にエジプト文明の産物であるミイラが相手となる。黄金の棺桶から出てきたり、物陰に潜んでいたりする。道中、首を飛ばすアヌビス・砲弾を飛ばすトーテムポール・埴輪とも遭遇する。コウモリも飛んでいるが、こちらは攻撃を仕掛けない。ミイラの大群に囲まれ、飛び乗ったトロッコが動き出したかと思うと壁を突き破り、急勾配な線路の上を暴走する。洞窟を抜け、散弾銃を使って鍾乳石や岩を壊すと、隣の線路に巨大なスフィンクスが現れる。クリアすると太陽が刻まれた水晶玉が手に入る。その後、アキラ捜査官は乗り物酔いで気分を悪くする。
武器・兵器展示室ステージ
英語では“Armoury”とイギリス英語で表記。館内見取り図で右列の下に位置する。斧・剣・鎌が次々飛んでくる。また、騎士が身に纏う鎧兜による剣の攻撃もある。投石機や大砲の攻撃からどうにか逃げ延び、階段を下りると、忍者が手裏剣を投げ、侍が火の付いた矢か日本刀で攻撃してくる。その時、ブザーが鳴りだし、画面に吸い込まれると思ったら、宇宙空間に飛び出している。レーザー銃で宇宙船を撃墜しつつブラックホールから逃れる。転送先では宇宙戦争が行われている。隕石や小惑星をすり抜けた先には衛星兵器が控えていた。クリアすると掌が刻まれた水晶玉が手に入る。その後、アキラ捜査官が土産物を買い忘れた事に気付く。これに対しクリス捜査官は「もう1回行ってくれば?」と返す。
航空機展示室ステージ
英語では“Aeronautics”となっている。館内見取り図で左列の上に位置する。扉を開けた瞬間から硝煙のにおいが展示室内に漂う。プロペラ機・ヘリコプター・爆撃機等の猛攻をくぐり抜け、展示されていたヘリコプターに乗り込むと、捜査官たちは空を飛んでいる。地表には赤の回転灯を点灯させる戦車部隊がひしめき、空中にはヘリコプターが飛び交う（戦車は機銃と大砲を搭載しているが、機銃は使わない）。クリス捜査官の指示により、対戦車ロケット砲（RPG-7）で応戦する。工業地帯を抜け、ビル街に入ると、戦闘ヘリコプター・AH-64が待ち構えていた。小型ヘリや爆撃機も交えての戦闘が始まる。クリアすると月が刻まれた水晶玉が手に入る。その後、アキラ捜査官の高所恐怖症が発覚する。
水中生物展示室ステージ
英語では“Aquatic Lifeforms”と表現。館内見取り図で中央列の上に位置する。室内は生臭い。アンモナイト・カブトガニをはじめとする古代生物だけでなく鮫・深海魚等も現れる。小さい鮫の集団を全滅させたと思うと、急に館内に水が溢れ、気付けば海の底に来ている。水中銃を手に鮫・ハリセンボンの襲撃を切り抜ける。クリアすると魚の紋様が刻まれた水晶玉が手に入る。その後、海が未知の領域と話すアキラ捜査官に対しクリス捜査官は「この博物館の方が余程未知」と返す。
玩具展示室ステージ
英語では“Toys & Hobbies”と表現している。館内見取り図で右列の上に位置する。日本やヨーロッパの人形が宙を舞い、展示品のラジコンカーやヘリコプターが勝手に動く。階段をあがると、刃物を持ったピエロの奇襲や占い師人形による剣の舞が繰り広げられる。柵の向こうではチェスの駒とピエロが動き回る。突然、あたりはテーマパークのような風景になり、巨大ロボットが周囲の玩具を体にくっつけ暴れ出す。捜査官はレーザー銃を手に戦う。クリアすると人間の輪郭を描いた紋様が刻まれた水晶玉が手に入る。その後、アキラ捜査官は人形たちが夢に出てくる事を恐れる。しかし、クリス捜査官は気にしなかった。

### ボーナスステージ
このステージは、館内見取り図で各列の中間に1つずつ配置されている。ここでは所定のノルマをクリアする。成功するとスペシャルボーナスとして5,000点加算。失敗してもペナルティは無いが、ボーナス点は貰えない。
ホール (Hall) 「砲弾デストロイ」
館内見取り図で左列の中央に位置する。玩具展示室に飾られている人形と同じイギリスの近衛隊が撃ってくる砲弾を全部撃ち落とす。なお、近衛隊の兵士本体は撃っても無駄である。海外版での名前は“CANNON MANIA”
エスカレーター (Escalator) 「落石キター」
館内見取り図で中央列の中央に位置する。アキラ捜査官が現状から推測できる事件の本質についてクリス捜査官に話そうとしたとき、突如現れた巨大な岩を40発撃って破壊する。残り何発撃てばよいかは画面に表示される。海外版での名前は“CAUTION ROCKS!!”
ショップ (Shop) 「お土産タイム」
館内見取り図で右列の中央に位置する。売店の商品を20秒以内に550個以上壊す。壊すと一律10点稼げる。このステージのみ、フルオートの弾数が∞（無限）である。また、クリス捜査官とアキラ捜査官の会話が無い。商品は、ツタンカーメンの仮面・イギリスの近衛兵・城の見張り台・複葉機のプラモデルといったゲーム中の雑魚敵がモチーフになっている商品だけでなく、ゲーム中に登場しないモアイ像やお多福の仮面までもが陳列されている。残り時間と壊した数は画面上部に表示される。海外版での名前は“GIFT SHOP BONANZA”。

### 最終ステージ
通常ステージ6つとボーナスステージ3つを全てクリアして、6つの水晶玉を石盤にはめ込むと、中央の石が光り、扉は開く。それが最後の決戦の幕開けとなる。
このステージではレーザー銃を持つ宇宙人と対決する。ライフ回復アイテムとフルオートアイテムは取るチャンスが1回しか無いので、逃がすと後で苦労する。敵の兵器を拝借したその時、一連の事件の黒幕である巨大UFOが現れる。UFOのコア（核）めがけて砲撃し、決着をつける。このとき撃破に成功すればグッドエンド、失敗すればバッドエンドとなる。エンディングの展開は以下のとおり。
- 撃破失敗：UFO撃破に失敗した2人はそのままUFOに吸い込まれてしまう。数日後、博物館近くの公園に一冊の雑誌が放り出されている。ラジオらしき音声が流れ、ここ数日に起きた連続失踪事件の捜査を行っていた捜査官もまた失踪してしまったことを告げる。雑誌には今までの失踪者とともに捜査を行っていた2人、クリスとアキラが新たな失踪者として追加されていた。

- 撃破成功：UFO撃破から数日後、博物館近くの公園でクリスとアキラは新聞を広げていた。新聞には2人がUFOを撃ち落として宇宙人を捕らえたことや、撃ち落されたUFOから生還した行方不明者たちのことが取り上げられていた。アキラはクリスに博物館の失踪事件と宇宙人の関与について語ろうとすると、クリスは「それより新たな事件の捜査は?」と応え、2人がまた更なる試練に向かって突き進もうと立ち上がると、大きなドラゴンが翼を広げて2人の前へと現れた。

## ボス戦
通常ステージと最終ステージの最後にボスが出現する。
- 急所を撃つことで1,000点加算され、ダメージを与えられる。ボスのライフゲージが0になると10,000点入り、ステージクリアとなる。その後、残り時間（秒）×100点のタイムボーナスが加算される（例：残り時間が365秒の場合 → 365秒×100=36,500点）。
- ボス戦中も雑魚は登場する。

### ボスキャラ一覧
女王蜂
大書蔵庫ステージのボス。針で刺すのでなく、赤く光る岩のようなものを投げて攻撃してくる。急所は腹部。時間が経つとクリス捜査官の堪忍袋の緒が切れ殺虫剤を要求する。
スフィンクス
古代文明ステージのボス。線路上を走る。口からサソリを飛ばしたり、スパイク付きの前足をぶつけて攻撃する。前足は何発か攻撃を当てれば壊せる。ダメージを受けると形が崩れていく。急所は顔の下。時間が経つとクリス捜査官が硬さを嘆く。
衛星兵器
武器・兵器ステージのボス。底部からプラズマを噴出している。ミサイルを撃ったり、小型宇宙船を出動させたりする。急所は衛星のコア（核）。ハッチ（蓋）が開いているときだけ攻撃できる。一定時間が経つと「でかいだけあってしぶといわね」 「頑張りましょう」というやり取りが聴ける。残りHPが僅かになると赤く点滅する。
AH-64
航空機ステージのボス。機関砲とミサイルを搭載しているが、機関砲はプレイヤーに当たらない。ビル街をせわしく飛び回り、プレイヤーを翻弄する。急所はコックピット。
巨大な魚
水中生物ステージのボス。姿は見づらいが、まわりに鮫を従えている。急所は口の中。口を開けている間のみ攻撃可能。尾びれで木片や化石を飛ばして攻撃する。
玩具のロボット
玩具ステージのボス。頭部と手足以外が光線で構成されている。初期状態では光線の部分が青白いが、ダメージを受けるとオレンジ色に変化する。急所は胸だが、多数の玩具で体を包むことによって身を守っている。体に付いた玩具は一撃で剥がせる。頭部を投げたり、ビームで攻撃する。投げられた頭部は一撃で跳ね返せる。ジャンプした後、時々着地に失敗して転倒する。
巨大UFO
最終ステージのボス。連続失踪事件の黒幕であり、失踪者はこのUFOに乗せられていた。UFO本体は何の攻撃もしないが、雑魚エイリアンの攻撃が激しい。カウントダウン開始後、20秒以内に撃墜できれば任務完了。できなければバッドエンド。急所はUFOの中心にあるコア（核）。ハッチ（蓋）が開いたときだけ攻撃できる。

## 続編
2011年4月より、シリーズ第2作となる『ホーンテッドミュージアムII ようこそ幻影遊園地へ』が稼働開始。
2作目は、廃墟と化した遊園地が舞台となる。